# Màxima (figura)
La màxima (també coneguda com a Duplex longa) és una figura musical antiga. Aquesta equival a 2 longes, 4 quadrades, 8 rodones, 16 blanques, 32 negres, 64 corxeres, 128 semicorxeres, 256 fuses, 512 semifuses, 1024 garrapatees i 2048 semigarrapatees.

## Representació gràfica
La figura es representa amb una plica orientada a l'esquerra, quan la figura està orientada cap a dalt. En canvi la plica s'orienta cap a la dreta si la figura s'orienta cap a baix. Els tenors eren els que més utilitzaven les màximes.

Una màxima.

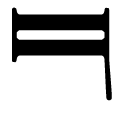
Una màxima a la grafia del segle XVI-XVII.

Un silenci de màxima.

Un silenci de màxima.

## Evolució històrica i usos
La Duplex longa va adquirir el nom de maxima al segle xiv. Com el seu nom indicava (Duplex longa) significa dues vegades longa. La figura es va deixar d'utilitzar a partir del segle xvii i poc després es va deixar d'utilitzar; s'utilitzava en compassos 16/2 i 32/4.
Igual que la longa, la maxima es va deixar d'utilitzar, a més a més que el seu ús gràfic es va fer impossible quan els estils musicals van començar a canviar sobre esquemes melòdic-rítmics i es van estandarditzar els compassos en unitats més pràctiques (com per exemple el 3/4 i el 4/4). Actualment no s'usa en notació musical.